# Testament des Antonius Silvanus
Das Testament des Antonius Silvanus ist ein  auf Holztäfelchen inschriftlich überliefertes Testament aus dem Jahr 142 n. Chr. (Regentschaft des Kaisers Antoninus Pius), das vermutlich aus Fayyum im nördlichen Ägypten stammt. In der rechtshistorischen Forschung gilt die juristische Epigraphik für das Testamentsrecht als aufschlussreich, weil es für die tatsächliche Rechtsausübung in Rom sensibilisiert.
Die Holztäfelchen geben das Testament eines einfachen Soldaten und Reiters namens Antonius Silvanus wieder, der in der Auxiliareinheit der Ala I Thracum Mauretana am Standort Castra Caesaris – nahe Alexandria in Aegyptus – seinen Dienst für die römische Armee verrichtete. Ausweislich der justinianischen Überlieferung hätte er zur Regelung seines Nachlasses ein einfaches Soldatentestament aufsetzen können. Der Soldat entschied sich aber für das römische Ritual eines Mancipatiostestaments, bei welchem komplexe Anforderungen an die Errichtung gestellt waren (Schriftlichkeit, Formstrenge). Das wirft in der Forschung Fragen auf. Teils wird davon ausgegangen, dass die Formvorschriften in Wahrheit deutlich reduziert waren, eine rechtliche Absicherung auch ohne Ritual und mit bloßer Beurkundung auskam; andernteils wird angenommen, dass ein hoher kultureller Anpassungsdruck dazu verleitet habe, symbolträchtigen Prozeduren den Vorrang einzuräumen, um öffentlich als wertvoller Römer wahrgenommen zu werden. Geklärt ist das Handeln aus heutiger Sicht nicht, denn unklar bleibt, ob Justinian die severische Rechtslage vielleicht deshalb überlieferte, weil für das Soldatentestament in der antoninischen Zeit weitaus strengere Anforderungen bestanden.